# 鑲黄旗
鑲黄旗（じょうこうき、フブート・シャル・ホショー、ᠬᠥᠪᠡᠭᠡᠲᠦ
ᠰᠢᠷ᠎ᠠ
‍ᠬᠣᠰᠢᠭᠤ）は、中華人民共和国内モンゴル自治区シリンゴル盟に位置する旗。地方政府はシンボラグ・バルガス（新宝拉格鎮）にある。都市人口は全体の半数である。

## 産業
牧畜業が盛んだが、雨量は一定せず地表には大きな水資源はない。しかしモンゴル語で「ゴル」と呼ばれる季節性の川が牧草が成長するための水源となっている。近年は土地の砂漠化が激しく、砂嵐の害が起きている。畜産品の中でも、特に特産のチャハル羊肉は国の農業農村部によって国家地理標識保護品種に指定されている。天然資源は豊富で、石油、石材、石炭、金、蛍石などの鉱物と、タングステン、ビスマス、ニオブ、タンタルなどのレアメタルなど20種類以上がある。
風力・太陽光エネルギー資源も豊富で、自治区屈指の百万キロワットの風力発電・太陽光発電所を積極的に建設中である。
地域の文化遺産も大事にされており、チャハル民俗文化が比較的保存されている地域の1つである。中国塞北の「石材の郷」、「アサル音楽の郷」と呼ばれている。
主府のあるシン・ブラグ鎮（新宝拉格鎮）は、北京、フフホト、シリンホト、エレンホト港という400kmの経路上にあり、エレンホトから天津港に至る経路もシルクロードのひとつ「張庫大道」の重要な通過点であった。

## 行政区画
2バルガス（鎮）、2ソム（蘇木）を管轄：
- バルガス（鎮）
  - シンボラグ・バルガス（新宝拉格鎮）
  - バインタラ・バルガス（巴彦塔拉鎮）
- ソム（蘇木）
  - オンゴン・オール・ソム（翁貢烏拉蘇木）
  - ボグディン・ゴル・ソム（宝格達音高勒蘇木）